# Gunung Boklorobubuh
Gunung Boklorobubuh är ett berg i Indonesien.   Det ligger i provinsen Jawa Timur, i den västra delen av landet, 600 km öster om huvudstaden Jakarta. Toppen på Gunung Boklorobubuh är 2 230 meter över havet, eller 679 meter över den omgivande terrängen. Bredden vid basen är 4,2 km.
Terrängen runt Gunung Boklorobubuh är bergig åt sydväst, men åt nordost är den kuperad.Runt Gunung Boklorobubuh är det ganska tätbefolkat, med 230 invånare per kvadratkilometer. Närmaste större samhälle är Batu, 17,4 km söder om Gunung Boklorobubuh. I omgivningarna runt Gunung Boklorobubuh växer i huvudsak städsegrön lövskog.